# Cristina Stigsdatter Hvide
Cristina Stigsdatter Hvide fue una noble danesa, reina consorte de Carlos VII Sverkersson de Suecia desde 1164.
Hija de Stig Tokesen Hvide (apodado el Blanco) y de Margarita de Dinamarca. Su padre era un importante noble de la región de Escania, y su madre era hija de Canuto Lavard y hermana del rey Valdemar I de Dinamarca. 
Alrededor de 1164 fue dada en matrimonio al rey sueco Carlos VII. No se conoce la fecha de su fallecimiento.